# Zakłady Kórnickie
Zakłady Kórnickie – fundacja (nazywana także: fundacją Kórnicką albo fundacją Zamoyskich) utworzona 20 kwietnia 1924 przez hr. Władysława Zamoyskiego, powstała z oddanego Narodowi Polskiemu majątku nieruchomego w Wielkopolsce (Kórnik i okolice) oraz w Małopolsce (Zakopane i okolice). Usankcjonowana następnie ustawą z dnia 30 lipca 1925 r. Zlikwidowana po II wojnie światowej. Przywrócona ustawą z dnia 18 września 2001 r. wyłącznie na terenie Wielkopolski.

## Historia
Celem fundacji zasilanej rodzinnym majątkiem było m.in. rozwój i utrzymanie Szkoły Pracy Domowej Kobiet (założonej przez generałową Jadwigę Zamoyską w Kórniku, przeniesionej do Kuźnic); zwrotna pomoc finansowa dla zdolnej młodzieży, utrzymanie zamku i biblioteki w Kórniku, założenie i utrzymanie naukowego instytutu dendrologicznego, upowszechnianie wiedzy rolniczej i ogólnej wśród ludności. Statut fundacji został zatwierdzony przez rząd polski 30 września 1924, na trzy dni przed śmiercią Władysława Zamoyskiego. Władze nałożyły spory podatek od darowizny co było jedną z przyczyn kłopotów finansowych (zarząd nie był w stanie go zapłacić i dlatego przekazał rządowi w 1933 swoje tatrzańskie lasy). Ustanowiony statutowo zarząd i kuratorium nie potrafiły sprostać szczytnym celom fundacji (częściowo poprzez niegospodarność i nie zawsze uczciwe poczynania). Fundacja nie miała być w swoim założeniu jednostką charytatywną, lecz poprzez właściwe posunięcia gospodarcze i zarządzanie dobra Zamoyskich miały przynosić dochód, który miał być wykorzystywany na statutowe cele fundacji. Do kwietnia 1936 członkiem zarządu i wiceprezesem Rady Fundacji Kórnickiej był Kazimierz Bartel. Fundacja działała do 1939, w 1945 Zygmunt Lisowski i Wiktor Schramm podjęli próbę wznowienia jej działalności, co przy konfiskacie majątku nie miało szans powodzenia. Fundacja formalnie przetrwała do 1953 r. (została rozwiązana przez prezydenta Bolesława Bieruta). Od 1993 podjęto działania mające wskrzesić Fundację Kórnicką. Ustawą z 2001 została restytuowana i uposażona w ok. 4200 ha ziemi. Statut fundacji zawiera podstawowe cele wytyczone przez Zamoyskiego.

## Współczesność
Zakłady Kórnickie działają pod patronatem honorowym Prezydenta Rzeczypospolitej Polskiej i prymasa Polski.
Siedziba Zakładów mieści się w Kórniku (powiat poznański, województwo wielkopolskie).
Celami Zakładów jest:
- wspieranie i rozwijanie nowoczesnego rolnictwa poprzez upowszechnianie kultury rolniczej, oświaty, wartościowych rozwiązań agrotechnicznych oraz prowadzenie wzorcowych gospodarstw rolnych,
- działanie na rzecz edukacji rolnej i działalności naukowo-badawczej poprzez zakładanie szkół rolniczych, wspieranie nowoczesnego kształcenia, fundowanie stypendiów, organizowanie działalności upowszechniającej racjonalne gospodarowanie zasobami rolnymi,
- propagowanie idei pracy organicznej,
- działanie na rzecz poprawy warunków życia i pracy mieszkańców związanych z terenami Zakładów, zamieszkałych na terenach lub w pobliżu terenów Zakładów, w tym także wspieranie inicjatyw społecznych,
- wspieranie placówek Polskiej Akademii Nauk – Biblioteki Kórnickiej i Instytutu Dendrologii.

Fundacja posiada status organizacji pożytku publicznego.

## Przykłady działań
Oprócz wymienionego w statucie wspierania obu kórnickich placówek PAN, fundacja prowadzi wiele projektów i programów.
- Rok Władysława Zamoyskiego 2024 − upamiętnienie 100-lecia jego śmierci poprzez wydarzenia kulturalne, m.in. konferencje, koncerty, konkurs wokalny, wystawy, seminaria i budowę pomnika[3]
- Rok Jadwigi Zamoyskiej 2023 − uczczenie 100-lecia śmierci Generałowej Zamoyskiej (matki Władysława i córki Tytusa Działyńskiego) poprzez wydanie kilku publikacji oraz zorganizowanie kilku konferencji, koncertów, konkursów i nagranie filmu[4]
- Szkoła Generałowej − projekt zainspirowany utworzeniem Szkoły Domowej Pracy Kobiet przez Jadwigę Zamoyską i powołaniem, a potem restytucją fundacji Zakłady Kórnickie, mający na celu przeniesienie w nowoczesne realia najbardziej uniwersalnych treści i metod działania propagowanych przez Generałową oraz zainspirowanie młodzieży do zostania zaangażowanymi społecznie dziennikarzami obywatelskimi (poprzez nowoczesny kurs dziennikarstwa i konkurs), a także aktywnego uczestnictwa w debatach społecznych i pracy organicznej[5]
- Konkurs WielkoPolka − mający na celu wyróżnienie aktywnych, zaangażowanych społecznie kobiet, związanych z Wielkopolską[6]
- Portal edukacyjny "Hrabia Tytus" − serwis popularnonaukowy dotyczący historii Wielkopolski, Polski i świata[7]
- Agrokultura − portal poświęcony głównie propagowaniu dobrych praktyk rolniczych we współczesnym rolnictwie[8]
- Festiwal Matematyki i planowane Muzeum Matematyki w Kórniku[9]
- Ogólnopolski Konkurs Wiedzy i Umiejętności Praca Organiczna 2.0 − poświęcony pamięci m.in. Augusta Cieszkowskiego (wybitnego organicznika, filozofa i działacza społeczno-politycznego, który łączył idee ekonomiczne z chrześcijańskim solidaryzmem społecznym), by zwiększyć świadomość młodzieży ze szkół średnich na temat idei pracy organicznej oraz popularyzować postawy prospołeczne i rozwijać kreatywność uczniów[10]
- Wielomodułowy program Drzewo Franciszka − poświęcony zagadnieniom ochrony środowiska i ekologii integralnej. Portal DrzewoFranciszka.pl popularyzuje idee programu, dostarczając wiarygodnych informacji, zarówno w postaci tekstowej jak i filmowej. Program obejmuje m.in. wydawanie czasopisma Magazyn Drzewo Franciszka, organizowanie Tygodnia św. Franciszka, konkursu szkolnego Drzewo Franciszka, ogólnopolskiego konkursu filmowego Franciszki, konferencji Natura i Kultura oraz konferencji regionalnych[11].
- Dom Seniora w Jarosławcu koło Środy Wielkopolskiej[12]